# Euro Digital Songs
De Euro Digital Songs en Euro Digital Tracks zijn hitlijsten die gepubliceerd worden door Billboard, sinds respectievelijk 2008 en 2005.
De lijsten rangschikken de bestverkochte digitale nummers in Europa. Euro Digital Songs combineert verschillende versies van nummers in de lijst, zoals remixen of a capella-versies.
De gegevens zijn gebaseerd op verkoopcijfers, die samengesteld zijn door Nielsen SoundScan. Nielsen meet de omzet van digitale muziek van meer dan 200 digitale diensten en mobiele operators in 17 Europese landen: Oostenrijk, België, Denemarken, Finland, Frankrijk, Duitsland, Griekenland, Ierland, Italië, Luxemburg, Nederland, Noorwegen, Portugal, Spanje, Zweden, Zwitserland en het Verenigd Koninkrijk.